# Mukdenský palác
Mukdenský palác je palácový komplex čínské dynastie Čching.
Byl postaven v roce 1625 a žili zde první císaři této dynastie. Nachází se v městě Šen-jang v oblasti Mandžuska. Dnes je zde rozsáhlé muzeum, které patří k často navštěvovaným turistickým lokalitám. V roce 1987 byl palác spolu se Zakázaným městem zařazen ke světovému dědictví UNESCO.